# Beziehungen zwischen Osttimor und den Salomonen
Die Staaten Osttimor und Salomonen unterhalten freundschaftliche Beziehungen.

## Geschichte
Osttimor und die Salomonen nahmen am 21. Dezember 2011 diplomatische Beziehungen auf.
Osttimor ist zwar Teil Asiens, hat aber auch Ethnien, die Papuasprachen sprechen, weshalb es auch Beziehungen zur melanesischen und pazifischen Welt pflegt. Als Beobachter nahm Osttimor am dritten Gipfel der AKP-Staaten im Juli 2002 und seit August 2002 an den jährlichen Treffen der Staats- und Regierungschefs des Pacific Islands Forum teil. 2016 trat das Land dem Pacific Islands Development Forum bei. Seit 2010 hat Osttimor Beobachterstatus bei der Melanesian Spearhead Group.
Osttimor und die Salomonen sind beide Mitglied der g7+-Staaten, in denen Osttimor eine Führungsrolle innehat.

## Diplomatie
Weder hat Osttimor eine diplomatische Vertretung auf den Salomonen, noch die Salomonen in Osttimor.

## Wirtschaft
Für 2018 gibt das Statistische Amt Osttimors keine Handelsbeziehungen zwischen Osttimor und den Salomonen an.